# Karin Schlüter
Karin Schlüter, född den 12 mars 1937 i Hamburg i Tyskland, är en västtysk ryttare.
Hon tog OS-silver i lagtävlingen i dressyr i samband med de olympiska ridsporttävlingarna 1972 i München.